# Eimear McBride
Eimear McBride (ur. 1976 w Liverpoolu) – irlandzka pisarka.

## Życiorys
Urodziła się w 1976 roku w Liverpoolu, w irlandzkiej rodzinie. Wychowała się w Irlandii, zaczęła pisać w dzieciństwie. W wieku 17 lat wyjechała do Londynu na studia aktorskie w Drama Centre. Choć swoją debiutancką powieść A Girl Is a Half-formed Thing napisała w pół roku, udało się ją opublikować dopiero po dziewięciu latach, w 2013 roku nakładem Galley Beggar Press. Eksperymentalna stylistycznie książka, składająca się z strumienia świadomości tytułowej dziewczyny opisującego trudne relacje z rodziną i otoczeniem, została wyróżniona nagrodami Goldsmiths Prize, Women’s Prize for Fiction Kerry Group Irish Novel of the Year, Desmond Elliot Prize oraz Geoffrey Faber Memorial Prize. Druga powieść The Lesser Bohemians przyniosła autorce James Tait Black Memorial Prize.
Teksty i recenzje literackie McBride pojawiały się na łamach „The Guardian”, „The Times Literary Supplement”, „New Statesman” czy „New York Times Book Review”. 

## Twórczość

### Powieści
- 2013: A Girl Is a Half-formed Thing[3]
- 2016: The Lesser Bohemians[5], wyd. pol.: Pomniejsi wędrowcy. Maria Zawadzka-Strączek (tłum.). Wydawnictwo Pauza, 2022. ISBN 978-83-964667-5-4. Brak numerów stron w książce
- 2020: Strange Hotel[6]

### Inne
- 2021: Mouthpieces – tryptyk miniatur teatralnych[4][7]
- 2021: Something Out of Place: Women and Disgust – literatura faktu[8]; wyd. pol.: Coś nie tak. Kobiecość i wstręt. Aga Zano (tłum.). Wydawnictwo Pauza, 2022. ISBN 978-83-964667-3-0. Brak numerów stron w książce